# Georges Skiloyannis
 (avril 2024).
L'article doit être relu — et modifié si nécessaire — par des contributeurs indépendants pour apporter un regard critique aux contributions effectuées en violation des conditions d'utilisation de Wikipédia, tant sur la forme (notamment concernant le style encyclopédique, la proportionnalité) que sur le fond (la neutralité de point de vue, la qualité et l'indépendance des sources).
 (avril 2024).
 (avril 2024).
Si vous disposez d'ouvrages ou d'articles de référence ou si vous connaissez des sites web de qualité traitant du thème abordé ici, merci de compléter l'article en donnant les références utiles à sa vérifiabilité et en les liant à la section « Notes et références ».
 (avril 2024).
La mise en forme du texte ne suit pas les recommandations de Wikipédia : il faut le « wikifier ».
Les points d'amélioration suivants sont les cas les plus fréquents. Le détail des points à revoir est peut-être précisé sur la page de discussion.
- Les titres sont pré-formatés par le logiciel. Ils ne sont ni en capitales, ni en gras.
- Le texte ne doit pas être écrit en capitales (les noms de famille non plus), ni en gras, ni en italique, ni en « petit »…
- Le gras n'est utilisé que pour surligner le titre de l'article dans l'introduction, une seule fois.
- L'italique est rarement utilisé : mots en langue étrangère, titres d'œuvres, noms de bateaux, etc.
- Les citations ne sont pas en italique mais en corps de texte normal. Elles sont entourées par des guillemets français : « et ».
- Les listes à puces sont à éviter, des paragraphes rédigés étant largement préférés. Les tableaux sont à réserver à la présentation de données structurées (résultats, etc.).
- Les appels de note de bas de page (petits chiffres en exposant, introduits par l'outil «  Source ») sont à placer entre la fin de phrase et le point final[comme ça].
- Les liens internes (vers d'autres articles de Wikipédia) sont à choisir avec parcimonie. Créez des liens vers des articles approfondissant le sujet. Les termes génériques sans rapport avec le sujet sont à éviter, ainsi que les répétitions de liens vers un même terme.
- Les liens externes sont à placer uniquement dans une section « Liens externes », à la fin de l'article. Ces liens sont à choisir avec parcimonie suivant les règles définies. Si un lien sert de source à l'article, son insertion dans le texte est à faire par les notes de bas de page.
- La présentation des références doit suivre les conventions bibliographiques. Il est recommandé d'utiliser les modèles {{Ouvrage}}, {{Chapitre}}, {{Article}}, {{Lien web}} et/ou {{Bibliographie}}. Le mode d'édition visuel peut mettre en forme automatiquement les références.
- Insérer une infobox (cadre d'informations à droite) n'est pas obligatoire pour parachever la mise en page.

Pour une aide détaillée, merci de consulter Aide:Wikification.
Si vous pensez que ces points ont été résolus, vous pouvez retirer ce bandeau et améliorer la mise en forme d'un autre article.
Georges Skiloyannis (en grec moderne : Γιώργος Σκυλογιάννης) né le 21 juin 1950 à Ámfissa en Grèce, est un artiste peintre, sculpteur et ancien professeur émérite (2007-2017) de l’école des Beaux-Arts de Thessalonique.

## Biographie
Georges Skiloyannis est né le 21 juin 1950 à Ámfissa.
Il étudie à l'École des beaux-arts d'Athènes de 1976 à 1981 sous la tutelle du professeur Demosthène Kokkinidis (el) et obtient son diplôme en peinture et en scénographie avec mention très bien. En 1981, il bénéficie d'une bourse de mérite pour entrer aux Beaux-Arts de Paris. Cette même année, il présente également sa première exposition personnelle à Athènes, à la galerie Medusa.
En 1982 il obtient une seconde bourse par le gouvernement français afin de poursuivre ses études à  l’Université Paris-Sorbonne. Sous la direction du professeur Jean Laude, il achève une maîtrise sur l’esthétique dans l’œuvre de Jackson Pollock. Dans le cadre de sa formation universitaire, il rencontre Myriam Revault d'Allonnes qui sera son professeur en 1985 et obtiendra un DEA en Philosophie de l’art tout en poursuivant des études théoriques en Arts Plastiques à l’Université de Paris 8.
De 1996 à 2005, il devient directeur artistique du réseau des ateliers d'arts plastiques d'Ámfissa, coordonné par le Ministère de la Culture grec. Il participe alors à la création du Stoixeio (Στοιχειο τις Αμφισσα). Cette célébration aux influences presque païennes se déroule en avril de chaque année. En 2008, soutenu par la préfecture de la Phocide, il publie l'album La nuit des fantômes,,, dans le cadre de cet évènement.
En 2006 il est élu professeur à l'école des Beaux-Arts de l'Université Aristote de Thessalonique (A.U.TH.). Un an après sa nomination, il dirige durant plus de dix ans le premier atelier de peinture du département des arts visuels et appliqués. Au cours de sa carrière d'enseignant, en 2009, Georges Skiloyannis joue un rôle clé en négociant un accord contractuel entre l'Université Aristote de Thessalonique (A.U.TH.), la préfecture de la Phocide et la municipalité d'Ámfissa. Dans le cadre de cet accord, il est chargé de superviser la restauration des remarquables fresques de l'église métropolitaine d'Ámfissa, réalisées par le célèbre peintre Spýros Papaloukás. À l’issue de cette remarquable collaboration un livre sera édité (Σπύρος Παπαλουκάς, Ο μητροπολιτικός ναός της Ευαγγελίστριας στην Άμφισσα, 2017).

## Son œuvre
L'œuvre de Georges Skiloyannis est une exploration multidisciplinaire qui englobe le collage, la peinture, la sculpture, le dessin et même la poésie. Son approche artistique est profondément expérimentale et est caractérisée par une volonté constante de déconstruction et de reconstruction. Skiloyannis ne se contente pas de créer des œuvres figées, mais il les réexamine continuellement, parfois même des années après leur création. Cette démarche témoigne d'une recherche perpétuelle de sens et d'expression artistique renouvelée. Il trouve son inspiration dans son environnement immédiat, qu'il s'agisse de son atelier à Xarmaina, situé à proximité des tanneurs toujours en activité, ou des oliveraies dévastées par les incendies dans la région de la Phocide. Skiloyannis réutilise des matériaux usés, souvent destinés au rebut, en explorant leur potentiel expressif et en leur insufflant une nouvelle vie. Cette pratique ancrée dans son environnement confère à ses œuvres une qualité organique et en constante évolution, où le processus de création est aussi important que le résultat final.[réf. nécessaire]

### Collections publiques et privées
Les œuvres de cet artiste se trouvent dans diverses grandes collections privées et publiques.
- Pinacothèque nationale d'Athènes[13]
- FAC Collection Paris[14]
- Musée d'art moderne, Paris, France
- Gallery Papatzikou, Thessalonique, Grèce
- Musée Vorres, Athènes
- Musée d'art contemporain Goulandris
- Andros Ambassade de Grèce à Paris, France.
- Centre culturel d'Amfissa
- Groupe Ace, Paris-France
- Deutsche Bank en Provence, France
- Collections privées France, Italie, Espagne, Allemagne

### Expositions individuelles et collectives (sélection)

#### Années 1980

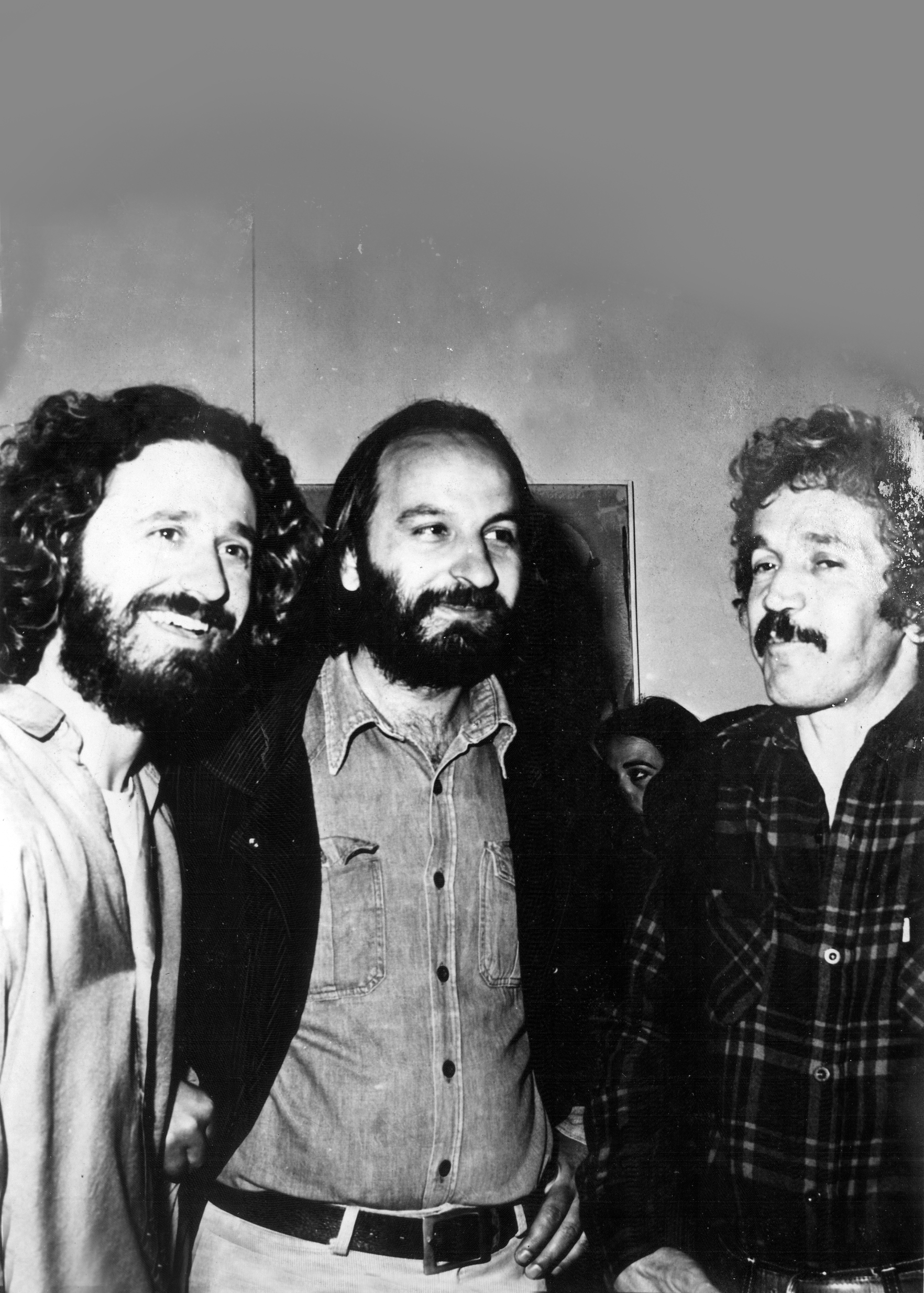
Photo de Georges Skiloyannis, Yannis Bouteas et Giorgos Milios, Galerie Médusa, Athènes, 1981.

- 1981 : Galerie Médusa, Athènes, Grèce
- 1983 : Exposition à la F.I.A.P., Paris, France
- 1984 : « Cité Internationale des Arts », Paris, France
- 1985 : Galerie d'art d'Athènes, Athènes, Grèce / Salon de Montrouge, Paris, France
- 1986 : Galerie "Tête D'Obsidienne, La Seine - Sur - Mer, France/ 18e Festival international de peinture, Musée de Cagnes-sur-mer, Nice, France/ Omaggio a Firenze Capitale européenne de la culture, 1986
- 1989 : Centre culturel de Vallauris, France / Centre culturel municipal d' Ámfissa, Grèce

- 1984 : Centre culturel de Massy, France / Centre culturel d'Enghien, France
- 1985 : Rhodes Gallery, Rhodes / Foire Internationale des Arts, Todi, Italie / Semaine des Arts Plastiques Centre Georges Pompidou, Paris, France / Autour de Jean Laude, Pont-Neuf Gallery, Paris, France
- 1986 : Tête D’Obsidienne, La Seyne-sur-Mer, France / 18e Festival international de la peinture, MUSEE Musée Cagnes-sur-Mer, France / Omaggio a Firenze, (Florence - Capitale européenne de la culture 1986), Italie
- 1987 : Chambre des Beaux-Arts de Grèce (EETE)  / Latest Purchases, Galerie nationale grecque, Athènes
- 1988 : Salon de Montrouge, Paris-France / 11e Biennale méditerranéenne, Galerie des Ponchettes, Nice, France (Award of the city of Vallauris-France) / Institut du monde arabe, Paris, France / Greek Painting 1968-1988, Parlement européen, Brussels, Belgium (Organisé par le Conseil des ministres de l'UE)
- 1989 : 50e anniversaire de l'Institut français d'Athènes/ Centre culturel municipal d'Athènes, Biennale d e peinture '90 / Maison des Arts de Conches, France / Centre d'art contemporain de Rouen, France

#### Années 1990
- 1992 : Hommage Jean Laude, Musée d'art moderne de Saint-Étienne, France/ Salon Comparaisons, Grand Palais, France
- 1993 : 13e Art, Portes Ouvertes, Paris, France
- 1994 : 13e Art, Portes Ouvertes, Paris, France
- 1996 : Aéroport d'Orly, Paris, France/ Tribute to Periklis Pantazis, Musée Averoff, Metsovo / Les Peintres focean, Centre culturel municipal, Ámfissa, Grèce
- 1997 : Galerie AENAON, Athènes, Grèce

#### Années 2000
- 2000 Mac 2000 Escape Branly Eiffel, Paris-France Mac / Mac 2000 Auteuil, France
- 2003 Maison de la Grèce, Paris, France
- 2004 Charmaina Village Traditionnel, Ámfissa, Grèce / Athens Art Gallery, Athènes, Grèce
- 2007 Galerie AENAON, Athènes, Grèce

#### Années 2010
- 2011 Ανάφορές galerie Myro, Thessalonique, Grèce[15]
- 2012 Centre culturel municipal, Ámfissa, Grèce /  Η ποιητική του εικαστικού Λόγου galerie Papatziko, Thessalonique Grèce[16]
- 2014 Exploding, Georges Skiloyannis: Do you Speak the Greek Art? Centre d'art Municipalité d'Athènes, Grèce[17]. Στην καθετότητα του ίχνους [Dans la verticalité du trait], Musée archéologique de Delphes, Grèce[18]
- 2015 George Skiloyannis Atelier b, Paris, France
- 2018 Aggelon Vima - L'allée des idées mortes, Fondation Bagion "Milestones", Athènes, Grèce

- 2010 Kaplanon 5, Espace d'art - Centre technologique et culturel de Lávrio, Grèce
- 2011 ART ATHINA International Modern Art Meeting, Stade de Tae-Kwon-Do, Athènes, Grèce / The Symptom Projects Amfissa’s Tanneries, Athens Art Gallery
- 2012 Galerie Artis Causa, Thessalonique Grèce / Galerie Myro, Thessalonique, Grèce / 514 Gallery, Ptolemaïda
- 2013 A.U.TH. 1er atelier de peinture, Galerie Artis Causa, Thessalonique Grèce / Dimitris Kokkinidis “The Teacher”, Fondation culturelle de la Banque nationale de Grèce, Athènes / XXII World Congress of Philosophy, Université d'Athènes École de philosophie
- 2015 Art and Politics, The Loft, Athènes, Grèce
- 2017 Atelier de l'artiste, SYNIKISI
- 2018 The Symptom Projects, Musée archéologique d'Amfissa[19]
- 2019 De Differentia: Hate and Otherness, Centre culturel de la Fondation Stavros Niarchos[20] / Sous Verres Plus, Μεγάλο Καφενείο, Amfissa, Grèce[21]